# Gens Cocceia
La Gens Cocceia era una gens romana patrizia, originaria dell'Umbria e del Lazio (soprattutto della sabina) , a cui apparteneva l'imperatore Nerva. Non vengono però citati fino alla seconda metà finale della Repubblica.

## Itria nominausati dalla Gens Cocceia
I Cocceii utilizzavano i praenomina Marco, Lucio, Sesto e Gaio.

## Rami e cognomina della gens
L'unica famiglia del Cocceii conosciuta sotto tarda Repubblica portava il cognome Nerva. Un certo numero di cognomina personali sono stati sostenuti da altri membri della gens, tra Auctus, Balbo, Genialis, Justus, Nepote, Nigrinus, Proculo, e Rufino.